# خير الدين الأحدب
خير الدين سعيد الأحدب (1894 - 1941) هو رئيس وزراء لبنان خلال فترة الانتداب الفرنسي. عيّنه الرئيس إميل إده فشكّل حكومته الأولى في 5 يناير 1937 وبقي حتى 18 مارس 1938. وشكّل حكومته الثانية من 13 آذار 1937 وحتى 10 تموز 1937. ومن 10 تموز 1937 وحتى 30 تشرين الأول1937 وتعتبر هذه الحكومة تعديلاً لحكومته الثانية. وكان من رجالات الصحافة اللبنانيين.

## حياته
ولد في 1894 في بيروت لعائلة من طرابلس الشام، متصرفية لبنان. والده سعيد الأحدب وهو من أسرة طرابلسية برزت في ميادين العلم والمعرفة والسياسة في مقدمها العالم إبراهيم الأحدب رئيس كتاب المحكمة الشرعية في بيروت في العهد العثماني. كما برز عمه النائب والوزير حسين إبراهيم الأحدب (1870 – 1940).
تلقى دراسته في الكتاتيب العثمانية ثم في مدرسة الفرير في بيروت، ثم سافر إلى فرنسا ودرس علوم الرياضيات في جامعة السوربون، وحصل على إجازتها. ولما عاد إلى لبنان عمل في المفوضية العليا التابعة للانتداب الفرنسي، ثم ما لبث أن انتقل إلى الصحافة، فأسس عام 1925 صحيفة "العهد الجديد"، كما أصدر صحيفة (Pan – Arab). وكان له تأثير قوي في الأوساط السياسية والثقافية، خصوصاً أنه كان معارضاً للانتداب الفرنسي، فحاول المفوض السامي اعتقاله، غير أنه تمكن من الهرب إلى فلسطين مع المناضل رياض الصلح.

## الحياة السياسية والإجتماعية
وبعد تسوية أوضاعه السياسية، عاد خير الدين الأحدب إلى بيروت، وانتخب نائباً عنها عام 1934، ثم عين نائباً عن محافظة الشمال عام 1937. ونظراً إلى دوره السياسي والعلمي والاجتماعي، فقد اضطر المفوض السامي إلى تعيينه رئيساً لمجلس الوزراء ووزيراً للعدلية والداخلية في كانون الثاني عام 1937 في عهد رئيس الجمهورية إميل إده، إرضاء لأهالي طرابلس واستمالة لهم، لأنهم كانوا باستمرار يطالبون بالوحدة السورية، وبضم طرابلس إلى سوريا. وقد عين رئيساً للحكومة بين عامي 1937 – 1938 خمس مرات على التوالي. لذلك، اعتبر بعض المؤرخين أن مجيء السادة: خالد شهاب، عبد الله اليافي، خير الدين الأحدب رؤساء وزراء في تلك الحقبة، كان المقدمة الأساسية لولادة الميثاق الوطني عام 1943.
ومن دون أدنى شك، فقد أثرى خير الدين الأحدب الحياة السياسية والعلمية والثقافية والاقتصادية والصحافية في لبنان.

## الوفاة
توفي في 1941 في مارسيليا، فرنسا، ودفن فيها بسبب ظروف الحرب العالمية الثانية. وفي عام 1947 نقل رفاته إلى بيروت حيث دفن في مدافن الباشورة.